# 베릴륨-7
베릴륨-7(7Be)은 베릴륨 동위 원소의 일종으로, 약 53일의 반감기를 가지는 방사성 동위 원소이다. 원자핵 안에 양성자 4개와 중성자 3개를 포함하고 있다. 지구에는 미량 존재하며, 전자 포획을 통해 붕괴하여 리튬-7을 생성한다.
{\displaystyle \mathrm {^{7}_{4}Be\ +\ e^{-}\ \longrightarrow \ _{3}^{7}Li\ +\ {\bar {\nu }}_{e}} }

## 존재
베릴륨-7은 우주선 파쇄를 통해 생성되는 핵종이므로 베릴륨-10과 함께 태양 주기에 따라 지구에 도달하는 양이 주기적으로 변한다. 이는 태양 주기에 따라 변하는 태양의 방사선이 우주선을 차단하는 지구의 자기장에 큰 영향을 미치기 때문이다. 그러나 지구의 기상 현상에 따라 지표면에 도달하는 시간에는 차이가 있을 수 있다. 한편, 베릴륨-7은 태양이 방출하는 중성미자의 원천 중의 하나이기도 하다.
빅뱅 핵합성 과정에서 생성되기도 했지만 리튬-7로 쉽게 붕괴하므로 원시 핵종으로 분류하지 않는다.

## 같이 보기
- 베릴륨 동위 원소
- 리튬-7
- 베릴륨-10

| 가벼운 핵종 베릴륨-6 | 베릴륨의 동위 원소 | 무거운 핵종 베릴륨-8 |

| 없음 | 베릴륨-7의 붕괴 사슬 | 딸핵종: 리튬-7(ε) |